# Посольство Иордании в России

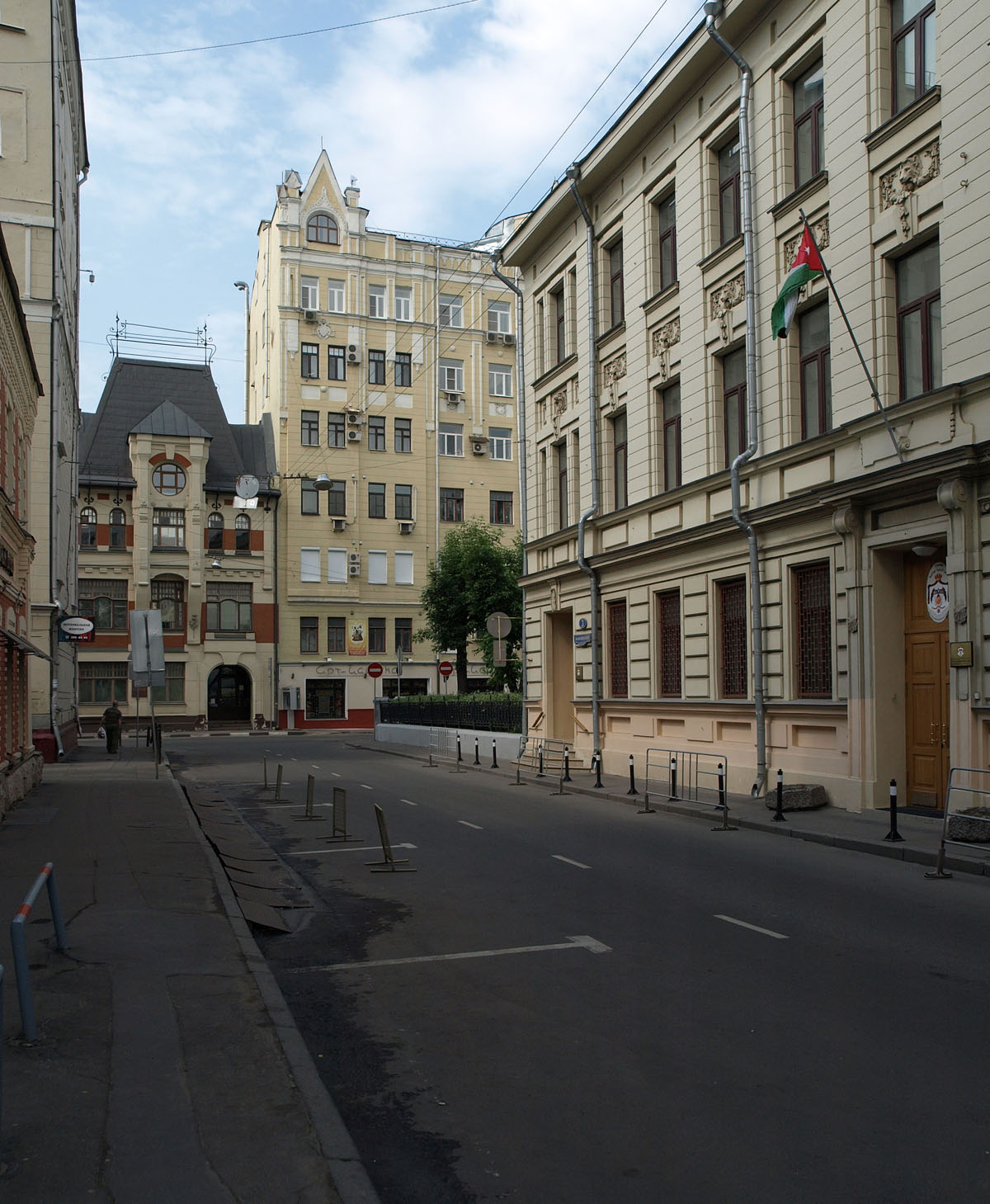
Здание посольства Иордании в Москве (Мамоновский переулок, 3).

Посольство Иорданского Хашимитского Королевства в Российской Федерации (араб. سفارة الأردن في روسيا‎) — дипломатическая миссия Иордании в России, расположена в Москве в Тверском районе в Мамоновском переулке. 
- Чрезвычайный и Полномочный Посол Иорданского Хашимитского Королевства в Российской Федерации — Халид Абдулла Краием Шавабка (с 8.11.2020 года. Верительные грамоты вручил 18 мая 2021 года)[1]

## Дипломатические отношения
Дипломатические отношения между СССР и Иорданией установлены 21 августа 1963 года по инициативе иорданской стороны. 28 декабря 1991 года правительство Иордании признало государственный суверенитет и независимость Российской Федерации и других государств СНГ.

## Здание посольства
Посольство располагается в особняке купца Г. И. Корякина (1904, архитектор М. Е. Приёмышев). 

## Послы Иордании в России
- Джамиль Тутунджи (1964—1965)
- Абдаллах Саламе Зурейкат (1965—1968)
- Хасан Ибрагим (1969—1973)
- Кемаль Мехмуд Хомуд (1974—1977)
- Хани аль-Хасауна (1977—1983)
- Фатех Абдель Керим ат-Тавиль (1983—1990)
- Мухаммад Аффаш аль-Адван (1990—1991)
- Ахмад Али аль-Мубайдин (199?—2003)
- Абдельилах Аль-Курди (2003—2008)
- Хасан Мамдух Али Сарайрех (2008—2010)
- Ахмед Сатаан Аль-Хасан (2010—2013)
- Зияд Аль-Маджали (2013—2017)
- Амджад Оде Адайле (2017—2020)
- Халид Абдулла Краием Шавабка (2021—н. в.)